# Perast
Perast är en ort i Montenegro.   Den ligger i kommunen Kotor, i den sydvästra delen av landet, 50 km väster om huvudstaden Podgorica. Perast ligger 29 meter över havet och antalet invånare är 551.
Terrängen runt Perast är varierad. Perast ligger nere i en dal. Runt Perast är det ganska glesbefolkat, med 48 invånare per kvadratkilometer. Närmaste större samhälle är Herceg Novi, 13,8 km väster om Perast. 